# Людвигслуст-Пархим
Людвигслуст-Пархим  (нем. Ludwigslust-Parchim) — район в Германии. Входит в землю Мекленбург-Передняя Померания. 
Центр района — город Пархим. Занимает площадь 4767 км². Численность населения по  оценке на 31 декабря 2017 года составляет 212 522 человека.

## История
Образован в 2011 году через объединение двух упразднённых районов Людвигслуст и Пархим.

## Административное деление
Численность населения городов и управлений, а также общин (коммун) по оценке на 31 декабря 2016 года.
Управления без общин (города):
- Бойценбург, город * — Boizenburg/Elbe, Stadt (10.527)
- Хагенов, город * — Hagenow, Stadt (11.713)
- Любтен, город — Lübtheen, Stadt (4780)
- Лудвигслуст, город * — Ludwigslust, Stadt (12.306)
- Пархим, город * — Parchim, Stadt (17.964)

Управления с общинами:
1. Управление Бойценбург-Ланд	—	Amt Boizenburg-Land (7393) [Sitz: Boizenburg/Elbe]
1. Бенгерсторф 	—	Bengerstorf (543)
2. Безиц 	—	Besitz (451)
3. Бральсторф 	—	Brahlstorf (709)
4. Дерзенов 	—	Dersenow (468)
5. Грессе 	—	Gresse (692)
6. Гревен 	—	Greven (729)
7. Ной-Гюльце 	—	Neu Gülze (774)
8. Носторф 	—	Nostorf (818)
9. Шванхайде 	—	Schwanheide (694)
10. Тельдау 	—	Teldau (1090)
11. Тессин-Бойценбург 	—	Tessin b. Boizenburg (425)

2. Управление Кривиц	—	Amt Crivitz (24.852)
1. Банцков 	—	Banzkow (2736)
2. Барнин 	—	Barnin (488)
3. Бюлов 	—	Bülow (335)
4. Камбс 	—	Cambs (617)
5. Кривиц 	—	Crivitz, Stadt * (4880)
6. Демен 	—	Demen (843)
7. Добин-ам-Зе 	—	Dobin am See (1929)
8. Фридрихсруэ 	—	Friedrichsruhe (880)
9. Гёрен 	—	Gneven (351)
10. Ланген-Брюц 	—	Langen Brütz (464)
11. Лецен 	—	Leezen (2196)
12. Пиннов 	—	Pinnow (1928)
13. Плате 	—	Plate (3323)
14. Рабен-Штейнфельд 	—	Raben Steinfeld (1044)
15. Зуков 	—	Sukow (1462)
16. Трамм 	—	Tramm (930)
17. Цапель 	—	Zapel (446)

3. Управление Дёмиц-Маллис	—	Amt Dömitz-Malliß (8671)
1. Дёмиц 	—	Dömitz, Stadt * (3046)
2. Гребс-Ниндорф 	—	Grebs-Niendorf (558)
3. Каренц 	—	Karenz (230)
4. Мальк-Гёрен 	—	Malk Göhren (407)
5. Маллис 	—	Malliß (1144)
6. Ной-Калис 	—	Neu Kaliß (1968)
7. Филанк 	—	Vielank (1318)

4. Управление Эльденбург-Любц	—	Amt Eldenburg Lübz (12.467)
1. Галлин-Куппентин 	—	Gallin-Kuppentin (459)
2. Гельсбах 	—	Gehlsbach (522)
3. Гишов 	—	Gischow (243)
4. Гранцин 	—	Granzin (429)
5. Крайен 	—	Kreien (371)
6. Критцов 	—	Kritzow (449)
7. Любц 	—	Lübz, Stadt * (6197)
8. Марниц 	—	Marnitz (763)
9. Пассов 	—	Passow (690)
10. Зиггельков 	—	Siggelkow (859)
11. Зукков 	—	Suckow (513)
12. Тессенов 	—	Tessenow (584)
13. Вердер 	—	Werder (388)

5. Управление Гольдберг-Мильдениц	—	Amt Goldberg-Mildenitz (6735)
1. Доббертин 	—	Dobbertin (1123)
2. Гольдберг 	—	Goldberg, Stadt * (3591)
3. Местлин 	—	Mestlin (756)
4. Ной-Позерин 	—	Neu Poserin (526)
5. Техентин 	—	Techentin (739)

6. Управление Грабов	—	Amt Grabow (11.036)
1. Балов 	—	Balow (336)
2. Брунов 	—	Brunow (310)
3. Дамбек 	—	Dambeck (261)
4. Эльдена 	—	Eldena (1202)
5. Горлозен 	—	Gorlosen (486)
6. Грабов 	—	Grabow, Stadt * (5684)
7. Карштедт 	—	Karstädt (600)
8. Креммин 	—	Kremmin (236)
9. Милов 	—	Milow (399)
10. Мёлленбек 	—	Möllenbeck (178)
11. Мухов 	—	Muchow (286)
12. Призлих 	—	Prislich (693)
13. Цирцов 	—	Zierzow (365)

7. Управление Хагенов-Ланд	—	Amt Hagenow-Land (8550) [Sitz: Hagenow]
1. Альт-Цахун 	—	Alt Zachun (354)
2. Бандениц 	—	Bandenitz (477)
3. Бельш 	—	Belsch (227)
4. Бобцин 	—	Bobzin (255)
5. Брезегард-Пихер 	—	Bresegard bei Picher (281)
6. Гаммелин 	—	Gammelin (468)
7. Грос-Крамс 	—	Groß Krams (188)
8. Хорт 	—	Hoort (596)
9. Хюльзебург 	—	Hülseburg (152)
10. Кирх-Езар 	—	Kirch Jesar (632)
11. Кусторф 	—	Kuhstorf (759)
12. Морас 	—	Moraas (460)
13. Петов-Штеген 	—	Pätow-Steegen (391)
14. Пихер 	—	Picher (639)
15. Притцир 	—	Pritzier (460)
16. Редефин 	—	Redefin (543)
17. Зетцин 	—	Setzin (468)
18. Штрокирхен 	—	Strohkirchen (326)
19. Тоддин 	—	Toddin (444)
20. Варлиц 	—	Warlitz (430)

8. Управление Лудвигслуст-Ланд	—	Amt Ludwigslust-Land (8270) [Sitz: Ludwigslust]
1. Альт-Кренцлин 	—	Alt Krenzlin (750)
2. Брезегард-Эльдена 	—	Bresegard bei Eldena (196)
3. Гёлен 	—	Göhlen (335)
4. Грос-Лаш 	—	Groß Laasch (965)
5. Лойссов 	—	Leussow (243)
6. Любессе 	—	Lübesse (703)
7. Люблов 	—	Lüblow (562)
8. Растов 	—	Rastow (1869)
9. Зюльсторф 	—	Sülstorf (830)
10. Илиц 	—	Uelitz (432)
11. Варлов 	—	Warlow (474)
12. Вёббелин 	—	Wöbbelin (911)

9. Управление Нойштадт-Глеве	—	Amt Neustadt-Glewe (7779)
1. Бливенсторф 	—	Blievenstorf (435)
2. Бренц 	—	Brenz (520)
3. Нойштадт-Глеве 	—	Neustadt-Glewe, Stadt * (6824)

10. Управление Пархимер-Умланд	—	Amt Parchimer Umland (8249) [Sitz: Parchim]
1. Домзюль 	—	Domsühl (1331)
2. Грос-Годемс 	—	Groß Godems (403)
3. Карренцин 	—	Karrenzin (544)
4. Левицранд	—	Lewitzrand (1375)
5. Обере-Варнов	—	Obere Warnow (779)
6. Ром 	—	Rom (789)
7. Шпорниц 	—	Spornitz (1284)
8. Штольпе 	—	Stolpe (351)
9. Цигендорф 	—	Ziegendorf (603)
10. Цёльков 	—	Zölkow (790)

11. Управление Плау-ам-Зее	—	Amt Plau am See (8140)
1. Баркхаген 	—	Barkhagen (615)
2. Ганцлин 	—	Ganzlin (1449)
3. Плау-ам-Зе 	—	Plau am See, Stadt * (6076)

12. Управление Штернбергер-Зеенландшафт	—	Amt Sternberger Seenlandschaft (12.383)
1. Бланкенберг 	—	Blankenberg (379)
2. Борков 	—	Borkow (421)
3. Брюэль 	—	Brüel, Stadt (2566)
4. Дабель 	—	Dabel (1417)
5. Хоэн-Приц 	—	Hohen Pritz (373)
6. Клостер-Темпцин 	—	Kloster Tempzin (557)
7. Кобров 	—	Kobrow (420)
8. Кулен-Вендорф 	—	Kuhlen-Wendorf (792)
9. Мустин 	—	Mustin (384)
10. Штернберг 	—	Sternberg, Stadt * (4252)
11. Вайтендорф 	—	Weitendorf (383)
12. Витцин 	—	Witzin (439)

13. Управление Штралендорф	—	Amt Stralendorf (11.594)
1. Дюммер 	—	Dümmer (1446)
2. Хольтузен 	—	Holthusen (898)
3. Клайн-Роган 	—	Klein Rogahn (1323)
4. Пампов 	—	Pampow (2968)
5. Шоссин 	—	Schossin (237)
6. Штралендорф 	—	Stralendorf * (1386)
7. Варзов 	—	Warsow (644)
8. Виттенфёрден 	—	Wittenförden (2544)
9. Цюлов 	—	Zülow (148)

14. Управление Виттенбург	—	Amt Wittenburg (9268)
1. Виттенбург 	—	Wittenburg, Stadt * (6355)
2. Виттендёрп 	—	Wittendörp (2913)

15. Управление Царрентин	—	Amt Zarrentin (9885)
1. Галлин 	—	Gallin (552)
2. Когель 	—	Kogel (649)
3. Люттов-Фаллун 	—	Lüttow-Valluhn (845)
4. Феллан 	—	Vellahn (2705)
5. Царрентин-на-Шальзе 	—	Zarrentin am Schaalsee, Stadt * (5134)

Всего 212 562 человек (31.12.2016).

## Галерея
- Parchimer Rathaus
- Schloss Ludwigslust
- Alte Burg Neustadt-Glewe
- Kloster Dobbertin
- Ehemalige Wassermühle in Neu Kaliß